# Iztaccihuatl
Iztaccihuatl je neaktivni vulkan u središnjem dijelu Meksika, na granici meksičkih saveznih država Puebla i México.
S nadmorskom visinom od 5.230 metara treći je po visini vrh u Meksiku, poslije Orizabe (5.636 m) i Popocatépetla (5.426 m).
Ime vulkana potječe iz jezika Navatl i označava bijelu ženu pošto gledajući s istoka ili zapada prema vulkanu, planina sa svoja četiri grebena izgleda kao žena koja spava (4 grebena su glava, grudi, koljena i stopala).
Iztaccihuatlje preko prijevoja Cortez (na nadmorskoj visini od 3.600 m) povezan je s vulkanom Popocatépetl na jugu i dio je transmeksičkog vulkanskog pojasa. Vulkan je od glavnog grada države Mexico Cityja udaljen 70-ak km, iz kojega je, za vedrog vremena, vidljiv golim okom.
Iako je prvi zabilježeni uspon na vrh ovog vulkana ostvaren 1889., na temelju arheoloških istraživanja pretpostavlja se da se to dogodilo znatno ranije, u doba vladavine Asteka i drugih pretkolumbovskih civilizacija na ovom prostoru. Na njegovom vrhu nalazi se pojas stalnog snijega i leda i najniža je točka u Meksiku s takvim fizikalnim karakteristikama.
Vulkan se danas nalazi u granicama nacionalnog parka Izta-Popo-Zoquiapan